# Hochkirchen
Hochkirchen is een plaats in de Duitse gemeente Nörvenich, deelstaat Noordrijn-Westfalen, en telt 449 inwoners (31 december 2019).
Het dorp ligt ten zuiden van Nörvenich zelf aan de Bundesstraße 477, in de Romeinse tijd de heerweg Trier-Neuss. Het ligt in de Zülpicher Börde, een door suikerbieten- en aardappelakkers gedomineerd, bijna boomloos landschap. De landbouw is in het dorp van weinig economisch belang meer. Tamelijk veel dorpelingen zijn woonforensen met een werkkring in Düren of Keulen.
De boven het dorp uittorenende St. Victorkerk van Hochkirchen is een belangrijk cultuurhistorisch monument, waarvan de geschiedenis tot de Romeinse tijd teruggaat. Toen vereerden op deze locatie eerst de Romeinen de god Jupiter, en daarna de Ubiërs een matronen-godin.
Naast de kerk staat een eeuwenoud gebouw, de Steinfelderhof. De huidige gebouwen dateren uit de 18e t/m vroege 20e eeuw. De voormalige pachtboerderij van de kerk huisvest de kosterswoning, het kerkelijk bureau en een zaal, die de dorpelingen ter beschikking staat voor bruiloften, partijen e.d.

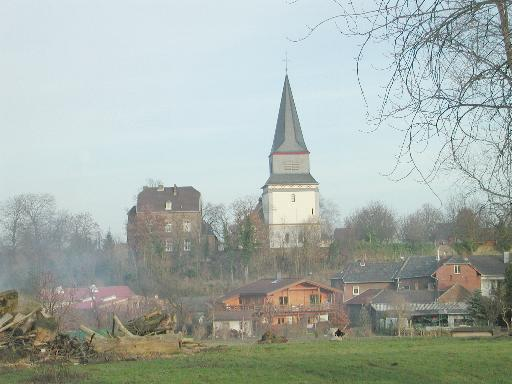
Gezicht op het dorp; links de grote pastorie (1902), rechts de St. Victorkerk
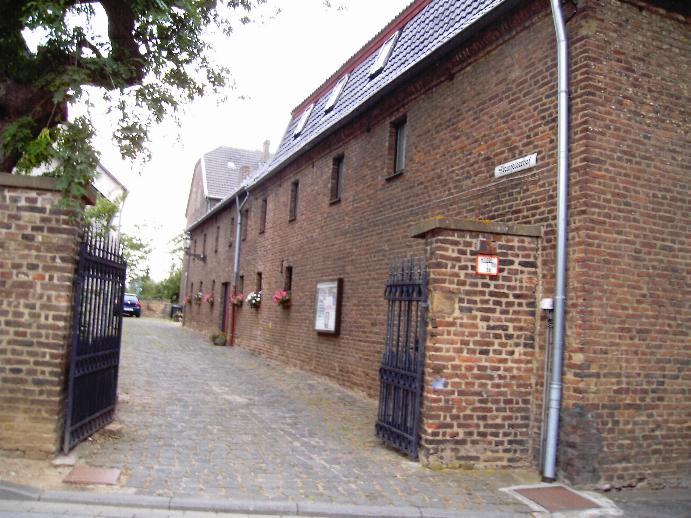
Steinfelderhof